# Volkswagen Schwimmwagen
De Volkswagen Schwimmwagen was een amfibievoertuig dat tijdens de Tweede Wereldoorlog werd gebruikt door de Duitse Wehrmacht en de Waffen-SS.

## Algemeen
De Schwimmwagen was technisch gebaseerd op de Volkswagen Kübelwagen, die op zijn beurt was afgeleid van de civiele KdF-Wagen, later bekend als de Volkswagen Kever. Hij werd gebouwd door de Volkswagenfabriek in Stadt des KdF-Wagens. De carrosserie was ontworpen door Erwin Komenda, hoofdontwerper van carrosserieën bij Porsche. Komenda nam bij het Duitse patentbureau patent op zijn ideeën voor een varende auto.

## Typen

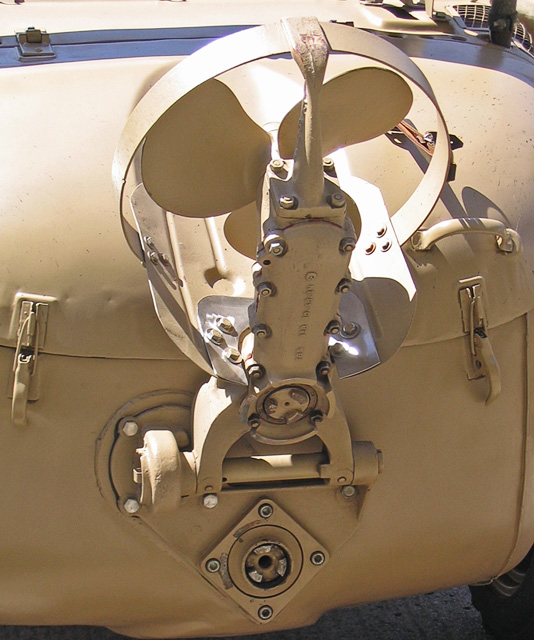
Driebladige schroef, opgeklapt

Er zijn ruwweg twee typen bekend. Van de Schwimmwagen model Type 128 werden in 1941 dertig exemplaren gebouwd en afgeleverd. Daarna volgden nog enkele kleine series onder een ander typenummer, die iets afweken van het eerste ontwerp. Het model bleek echter geneigd tot torderen en werd opgevolgd door Type 166 met een veertig centimeter kortere wielbasis waardoor de carrosserie veel stijver was. Van dit model werd eerst een proefserie van 125 stuks gebouwd door Porsche in Stuttgart.

## Techniek
Beide typen worden aangedreven door de luchtgekoelde viercilinder boxermotor van de KdF-Wagen, maar dan met een grotere cilinderinhoud (1131 cm³). De motor drijft naar keuze twee of vier wielen aan. Achter op de auto bevindt zich een kantelbare driebladige schroef die, indien neergelaten, via een korte ketting wordt aangedreven door een aftakas op de motor. De schroefaandrijving werd niet in gevechtssituaties gebruikt.

## Productie
In totaal zouden ruim vijftienduizend Schwimmwagens zijn gebouwd, waarvan ruim veertienduizend in de Volkswagenfabriek. De Schwimmwagen werd veel voor verkenningen ingezet, en had aan het front een levensduur van gemiddeld zes weken. In 1944 werd de productie gestaakt.